# زبان مراتی
مَراتی (به مراتی: मराठी) یکی از زبان‌های هندوآریایی و زبان مردم ایالت مهاراشترا در غرب کشور هندوستان است.
این زبان یکی از ۲۲ زبان رسمی این سرزمین است. در سال ۲۰۱۳ میلادی تعداد افرادی که زبان مادریشان مراتی است، بیش از ۸۳ میلیون نفر برآورد شده‌است که از این نظر چهارمین زبان هندوستان به‌شمار می‌رود. در برخی منابع، تعداد مراتی‌زبانان جهان بیش از ۹۰ میلیون نفر ذکر شده‌است.
این زبان دارای خط مخصوص به خود است.
مَراتی تعداد قابل توجهی لغت و اصطلاح از فارسی به وام گرفته است.